# Liste des évêques de Padoue
La liste des évêques de Padoue recense les noms des évêques qui se sont succédé sur le siège épiscopal de Padoue depuis la fondation du diocèse de Padoue au IIIe siècle comme suffragant du patriarcat de Venise. 

## Évêques
- St.   Prosdocime  ( –vers 100) (1er évêque)
- St. Maxime (139–166) ou ( –vers 190) (2e évêque)
- St. Fidentius
- St. Procole
- Teodoro
- Arisiano
- Ambrogio
- St. Syrus (9me évêque)
- St. Léolin (Leotinus, Leoninus, Leonius, Violinus?) (232–244)? (11e évêque)
- Suadero
- Crispin (vers 347) (12e évêque)
- St. Hilaire ( –346 (el. 368, 378)) (17e évêque)
- Limpedio
- Vitellio
- Provinio
- Severiano
- Beraulo
- Jean
- Cipriano
- Virgilio (vers 579)
- Nicolò
- Olimpio
- Adeodato
- Pietro di Limena
- Félix
- Audacio
- Tricidio (620–?)
- Berguald
- Vitale
- Odo
- Assalonne
- Ricchinaldo
- Consaldo
- Diverto
- Teodosio
- Rodingo
- Bodo
- Giuseppe
- Bodone
- Luitaldo
- Domenico (circa 827)
- Aldegusio
- Nitingo
- Encorado
- Rorio (cité 855 et 874)
- Tricidius (cité 866)
- Bilongo (871–886) ?
- Liotaldo (886–894) ?
- Pietro Ier (867–899) ?
- Sibicone (911–917)
- Pietro II (931)
- Pietro III (938)
- Ardemanno (940)
- Idelberto (942-952)
- Zenone (964-967)
- Gauslinus (967–977/978)
- Orso (992–1027)
- Aistolfo (1031)
- Burcardo (1034–1045)
- Arnaldus (1046–1047)
- Bernardo Maltraverso (1048–1058)
- Waltolf (1060–1064)
- Olderico (1064–1080)
- Milone (1080–1090/95)
- Pietro (1096–déposé 1106, comme anti-évêque jusqu'à 1110)
- Sinibaldi (1106/7–1125/26)
- Bellino Bertaldo (1128–1147)
- Giovanni Cacio (1148–1165)
- Gerardo Offreducci da Marostica (1165–1213)
- Giordano (1214–1228)
- Giacomo Corrado (1229–1239)
- Sigebaldo Caballazio (1239–1249)
- Giovanni Forzatè (1251–1283)
- Bernardo Platon (1287–1295)
- Giovanni Sabelli, (1295–1299)
- Ottobono di Razzi (1299–1302)
- Pagano della Torre ? (1302–1319)
- Ildebrandino Conti (1319–1352)
- Giovanni Orsini (1353–1359)
- Pietro Pileo di Prata (1359–1370)
- Elia Beaufort ? (1371–1373)
- Raimondo (1374–1386)
- Giovanni Enselmini (1388–1392)
- Hugo Roberti (1392– 1396)
- Stefano da Carrara (1396–1405)
- Alberto Micheli (1405–1409)
- Pietro Marcello (1409–1428)
- Pietro Donato (1428–1447)
- Fantino Dandolo (1448–1459)
  - Pietro Barbo (1459–1460) (administrateur apostolique)
- Jacopo Zeno (1460–1481)
  - Pietro Foscari (1481–1485) (administrateur apostolique)
- Pietro Barozzi (1487–1507)
- Sisto Gara della Rovere (1509–1517)
- Marco Cornaro (1517–1524)
- Francesco Pisani (1524–1555)
- Luigi Pisani (1555–1570)
- Nicolò Ormanetto (1570–1577)
- Federico Cornaro, seniore (1577–1590)
- Alvise Cornaro (1590–1594)
- Marco Cornaro (1594–1625)
- Pietro Valier (1625–1629)
- Federico Baldissera Bartolomeo Cornaro (1629–1631)
- Marcantonio Cornaro (1632–1636)
- Luca Stella (1632–1641)
- Giorgio Cornaro (1643–1663)
- Gregorio Giovanni Gasparo Barbarigo (1664–1697)
- Giorgio Cornaro (1697–1722)
- Giovanni Francesco Barbarigo (1723–1730)
- Carlo della Torre Rezzonico (1743–1758)
- Sante Veronese (1758–1767)
- Antonio Maria Priuli (1767–1772)
- Nicolò Antonio Giustiniani (1772–1796)
- sedis vacance (1796–1807)
- Francesco Scipione Dondi Dell'Orologio (it) (1807–1819)
- Modesto Farina (1821–1856)
- Federico de Marchesi Manfredini (1857–1882 ?)
- Giuseppe Callegari (1882–1906)
- Luigi Pellizzo (1906–1923)
- Elia Dalla Costa (1923–1931)
- Carlo Agostini (1932–1949)
- Girolamo Bartolomeo Bortignon O.F.M. Cap. (1949–1982)
- Filippo Franceschi (1982–1988)
- Antonio Mattiazzo (1989–2015[1]), archevêque-évêque
- Claudio Cipolla depuis le 18 juillet 2015[1]